# Bátor Tábor
A Bátor Tábor Hatvan városa mellett található az egykori alkotótábor területén, kizárólag magánadományokból felépített épületegyüttes, amely súlyos beteg gyermekek táboroztatására szolgál. A Bátor Tábor minden programja ingyenes a részt vevő gyerekek és a családjaik számára. A Bátor Tábor Alapítvány közhasznú szervezetként működik. A programot a Bátor Tábor Alapítvány kizárólag jótékonysági felajánlásokból tartja fent. A táborban 7 darab egyenként tízfős gyermekapartman, korszerű orvosi épület, 150 fős étterem, Közép-Európa legmodernebb magas-kötélpályája, egy műfüves focipálya, íjászpálya, médiastúdió, lovarda, csónakázótó, sportcsarnok és zeneterápiás terem várja a táborozókat.

## Célja
A Bátor Tábor Alapítványt gyermekorvosok, gyermekpszichológusok és mentálhigiénés szakemberek hozták létre 2001-ben Magyarországon. Az alapítvány ingyenes táborozási lehetőséget nyújt Közép-Európa súlyos beteg gyermekei számára. A Bátor Táborban a táborozók állandó szakorvosi felügyelet mellett vehetnek részt olyan programokon, amiknek a kipróbálására egészségi állapotuk miatt máshol nemigen volna lehetőségük: lovagolnak, eveznek, íjászkodnak, próbára teszik magukat a magas-kötélpályáján, fotóznak és tánc-, zene- és drámaterápiás programokon vesznek részt. A vidám, felszabadító élmények hatására erősödik a gyermekek önbizalma és a gyógyulásba vetett hite, bátrabban néznek szembe a hétköznapok nehézségeivel, és a betegséggel.

## Terápiás hatás
A daganatos, hemofíliás, cukorbeteg és krónikus ízületi gyulladással kezelt gyerekek számára szerveződő táborok minden foglalkozása a terápiás rekreáció módszertanára épül. A Bátor Táborban eltöltött napoknak a beteg gyerekek állapotára gyakorolt pozitív hatását tudományos kutatások is igazolják – az élményterápia hatékony és fontos eleme a betegséggel való megküzdésnek, kiegészíti a gyógyszeres kezelések hatását. A nyári táborozási időszakon túl szerveződő családi táborok és testvértáborok a  beteg gyerekek hozzátartozóinak is komoly segítséget nyújtanak a feltöltődésben, a betegség által generált stressz- és krízishelyzetek feldolgozásához.

## Önkéntes tevékenység
A Bátor Tábor turnusok lebonyolításában évente több mint 400 önkéntes (tábori nevén „cimbora”) vesz részt. Az ő feladatuk a tematikus foglalkozások lebonyolítása és egy vidám, elfogadó, megerősítő légkör megteremtése a táborozók számára. A Bátor Tábor saját önkéntes-menedzsment rendszert fejlesztett ki a segítők munkájának megkönnyítésére – a speciális kiválasztási, képzési és értékelési rendszer magas színvonalát 2009-ben az Önkéntes Központ Alapítvány az Év Önkéntesprogramja díjjal ismerte el.
A cimboráknak („cimbiknek”) két alapvető csoportja van: a házi cimborák ugyanazzal a gyereksereggel vannak reggeltől estig, és így kísérik végig a táborozók életét a tábor folyamán; a játszó cimborák pedig szervezik a foglalkozásokat, játékokat, programokat.

## Nemzetközi kapcsolatok
A Bátor Tábor Alapítvány 2007 óta tagja az Oscar-díjas színész, Paul Newman által létrehozott Hole in the Wall táborszövetségnek, amely a világ legnagyobb, beteg gyerekekkel foglalkozó táborait tömöríti. A szervezetnek a magyaron kívül 5 Egyesült Államokbeli, valamint 1-1 ír, angol, francia, olasz és izraeli tagja van. A Bátor Tábor 2008 óta nemcsak magyar, hanem cseh, lengyel és szlovák gyerekeket is fogad, nemzetközi turnusokat szervez a számukra, ahol a gyerekek tolmácsok segítségével vesznek részt a magyar nyelvű programokon.

## Külső hivatkozások
- A Bátor Tábor honlapja
- A Bátor Tábor az Association of Hole in the Wall Camps oldalán